# 바르타강

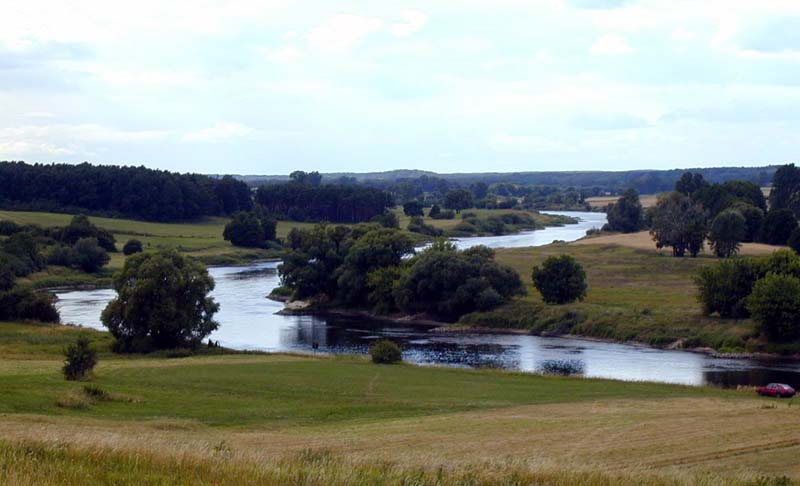
바르타강

바르타강(폴란드어: Warta, 독일어: Warthe 바르테[*], 라틴어: Varta 바르타[*])은 폴란드 중부와 서부를 흐르는 강으로 길이는 808km, 유역 면적은 54,529km2, 평균 유랑은 195m3/s이다.
오데르강(오드라강)의 지류이며 폴란드에서 3번째로 긴 강이다. 실롱스크주 자비에르치에(Zawiercie) 부근에서 발원하여 우치주, 비엘코폴스카주, 루부시주를 흐르며 코스트신나트오드롱(Kostrzyn nad Odrą)에서 오데르강과 합류한다. 바르타 강과 접하고 있는 주요 도시로는 포즈난, 고주프비엘코폴스키 등이 있다.